# Universal Poplab
Universal Poplab är en svensk synthpoptrio som bildades 2002 och består idag av Christer Lundberg, Paul Lachenardière och Hans Olsson-Brookes. 
2004 kom deras debutalbum Universal Poplab, vilket bland annat innehöll genombrottslåten "We Hate It When Our Friends Become Successful" som de gjorde tillsammans med Håkan Hellström (en cover på Morrisseys original). 2006 kom det uppföljande albumet Uprising, vilket bland annat innehöll singlarna I Could Say I'm Sorry, Heart Apart och Fire. Den 7 maj 2008 släpptes Universal Poplabs tredje album, Seeds. Gruppen tillhör idag skivbolaget Wonderland Records.

## Gruppen Universal Poplab

### Medlemmar i Universal Poplab
- Christer Lundberg - sångare, låtskrivare
- Paul Lachenardière - keyboard, kör, producent
- Hans Olsson-Brookes - keyboard, kör, producent

## Diskografi

### Album
- Universal Poplab (2004)
- Uprising (2006)
- Uprising - The Remixes (2007)
- Seeds (2008)

### Singlar
- Casanova Fall (2003)
- New Baby Boom feat. Nina Natri (2004)
- We Hate It When Our Friends Become Successful feat. Håkan Hellström (2004)
- Dice Roller (2004)
- I Could Say I'm Sorry (2006)
- Heart Apart (2006)
- Fire (2007)
- Fame & Hate (2008)
- On The Run (2008)
- Summer Struck (2008)

### Musikvideor
En del är regisserade av Nicolas Kolovos, med undantag för I Could Say I'm Sorry som regisserades tillsammans med Roger Johansson, Fire som är regisserades av Lindor Tidäng , Fame & Hate och On the Run som regisserades av Christoffer Sahlgren
- 2003 - Casanova Fall
- 2004 - New Baby Boom
- 2006 - I Could Say I'm Sorry
- 2007 - Fire
- 2008 - Fame & Hate
- 2008 - On The Run